# إيفون هاريسون
إيفون هاريسون (بالإنجليزية: Yvonne Harrison) هي منافسة ألعاب القوى أمريكية، ولدت في 2 ديسمبر 1975.

## وصلات خارجية
- إيفون هاريسون على موقع الاتحاد الدولي لألعاب القوى (الإنجليزية)
- إيفون هاريسون على موقع أوليمبيديا (الإنجليزية)